# Jinichi Kusaka
Jinichi Kusaka (japonès: 草鹿任一 - Kusaka Jinichi) (Kaga, Japó, 7 de desembre de 1888 – Kamakura, Prefectura de Kanagawa, 24 d'agost de 1972) va ser un almirall de la Marina Imperial Japonesa durant la Segona Guerra Mundial. Era cosí del també almirall Kusaka Ryunosuke.

## Biografia
Nadiu de la Prefectura d'Ishikawa, Kusaka es graduà a la 37a promoció de l'Acadèmia Naval Imperial Japonesa, sent el 21è d'una promoció de 179 cadets. Serví com a guardamarina als creuers Soya i Chiyoda, i després de ser promogut a alferes, va servir al creuer Tokiwa i al cuirassat Aki. Com a tinent durant la Primera Guerra Mundial, serví als creuers Asama i Kashima i al destructor Hamakaze, però no participà en cap missió de combat. Al final de la guerra assistí a l'Acadèmia Naval de Guerra, graduant-se el 1921 com a tinent comandant. Va ser destinat al cuirassat Hiei com a 2n Oficial en Cap d'Artilleria, i després als cuirassats Yamashiro i al Nagato com a Oficial en Cap d'Artilleria.
Després de la seva promoció a Kaigun Taisa l'1 de desembre de 1930, va ser enviat als Estats Units i a Europa durant un any. Al seu retorn rebé el seu primer comandament, el creuer Kitakami. Posteriorment va ser capità del cuirassat Fusō. L'1 de desembre de 1936 va ser promogut a Kaigun Chūjō, sent nomenat comandant de l'Acadèmia Naval d'Artilleria. El 15 de novembre de 1940 va ser promogut a Kaigun Shōshō
A l'inici de la Guerra del Pacífic, Kusaka comandava l'Acadèmia Naval Imperial Japonesa. El 28 de setembre de 1942 va prendre el comandament de l'11a Força Aèria, que estava a la gran base naval de Rabaul. Durant la campanya de Guadalcanal, les unitats aèries de Kusaka van combatre amb les Aliades pel control de l'espai aeri de Guadalcanal, batalla que se saldà amb la victòria aliada. L'11a Flota Aèria també recolzà les operacions militars a la campanya de Nova Guinea.
El 24 de desembre de 1942, totes les forces navals japoneses que es trobaven a les illes Salomó i a Nova Guinea van combinar-se en la nova Flota de l'Àrea Sud-est, amb Kusaka al capdavant. Com a comandant, Kusaka dirigí l'ús de naus i personal de combat que participava en la lluita contra les forces aliades que avançaven per les illes Salomó, Nova Guinea i Nova Bretanya cap a Rabaul.
El 6 de setembre de 1945, Kusaka, actuant com l'oficial superior de les forces navals japoneses la zona de Rabaul, juntament amb el Rikugun Chūjō Hitoshi Imamura, el màxim comandant de l'Exèrcit Imperial a la regió, rendí Rabaul a les forces aliades.